# زاوية سيدي سعادة
زاوية سيدي سعادة هي إحدى زوايا المدينة العتيقة بصفاقس، التابعة للطريقة العيساوية.

## موقعها
يقع هذا المعلم بالجزء الجنوبي للمدينة العتيقة جنوب نهج الباي (نهج المنجي سليم حاليا) عند نقطة التقاء نهج العيساوية شمالا ونهج شبيون شرقا.

## تاريخها
تفيد بعض المصادر أنه قد تم بناء هذا المعلم سنة 1738، في حين تفيد أخرى أن بيت الصلاة تعود إلى العهد الزيري. و قد بقي مجهولا لدى المصادر التاريخية قبل منتصف القرن 19، إلى أن ذكر لأول مرة بوصفه مسجدا ضمن قائمات جرد المعالم الدينية بصفاقس التي انجزها تلاميذ المدرسة الحربية بباردو سنة 1857، ثم ذكر مرة ثانية في دفاتر حسابات أبي العباس النوري و التي ضبطت الأحباس التابعة له. و تفيد وثائق الأرشيف أن المسجد تحول سنة 1863 ميلادي إلى زاوية تابعة للطريقة العيساوية مما ترتب عليه تحويرات في عمارته ومخططه.

## هندستها
يأخذ المعلم شكل مستطيلا طوله (شمال - جنوب) 15,10م وعرضه (شرق - غرب) 12,20م. و يحتوي على 4 غرف أكبرها بيت للصلاة مستطيلة الشكل تعود إلى العهد الزيري، بها تيجان متعددة الأصناف، زيرية وإسبانية - مغربية. و قد أضيف إليه حديثا ميضأة وبيت صلاة ثانية هي في نفس إتجاه البيت الأولى. أما القاعة الداخلية فتحوي قبر الولي الصالح إلى جانب المحراب. السقف مدعوم بأعمدة خشبية ذات أقواس نصف دائرية، هي نفسها مدعومة بأعمدة مربعة مع تيجان من أصل زيري وإسباني-مغربي.

### الواجهة
الباب الخارجي الكائن بنهج العيساوية يتوسط شباكين كبيرين وتحتوي هذه الواجهة نقشا بديعا من الطراز المغربي الذي هو أصل الولي فهو الشيخ سعادة من مريدي سيدي محمد بن عيسى المغربي وصاحب الطريقة العيساوية.

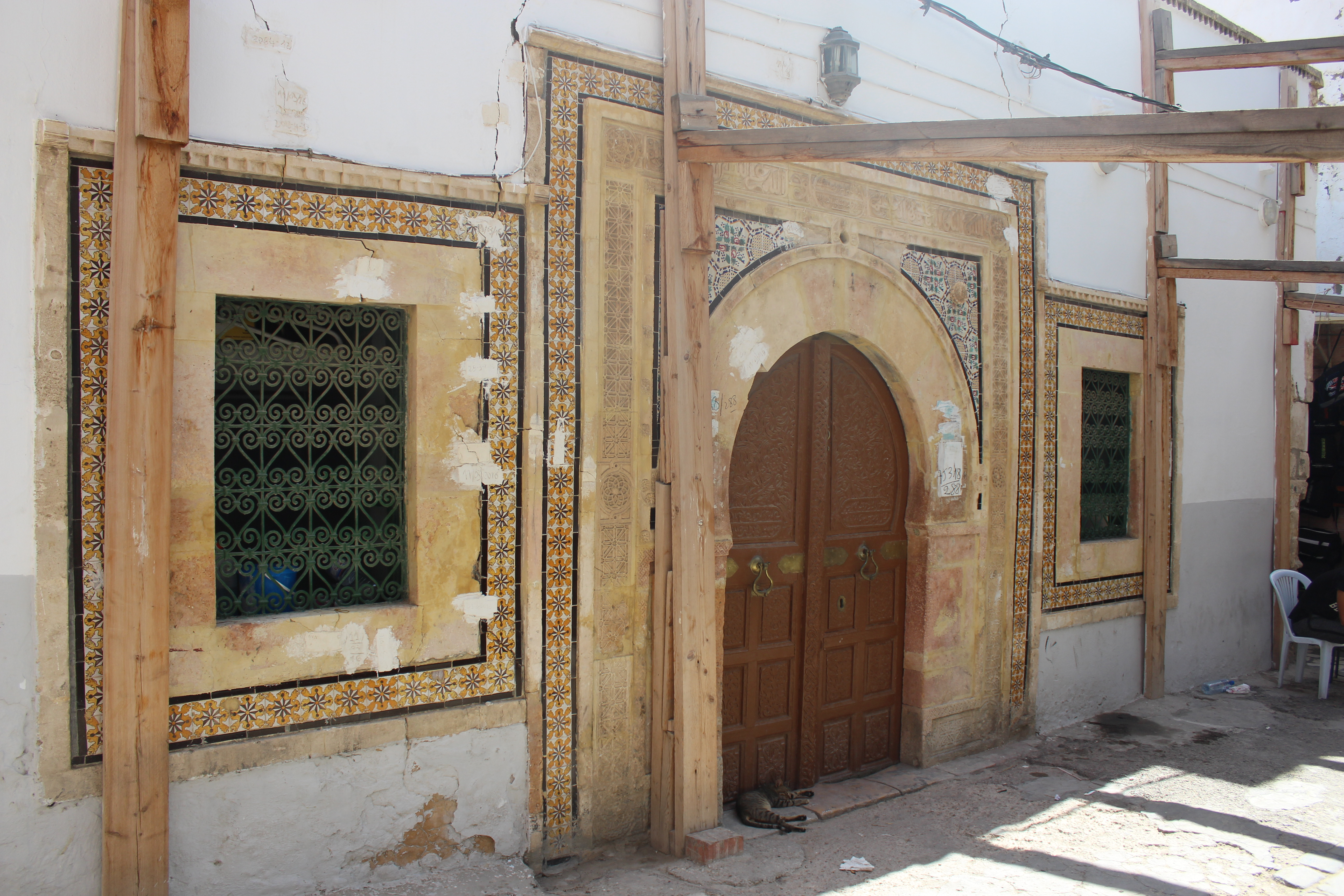
ترميم الواجهة
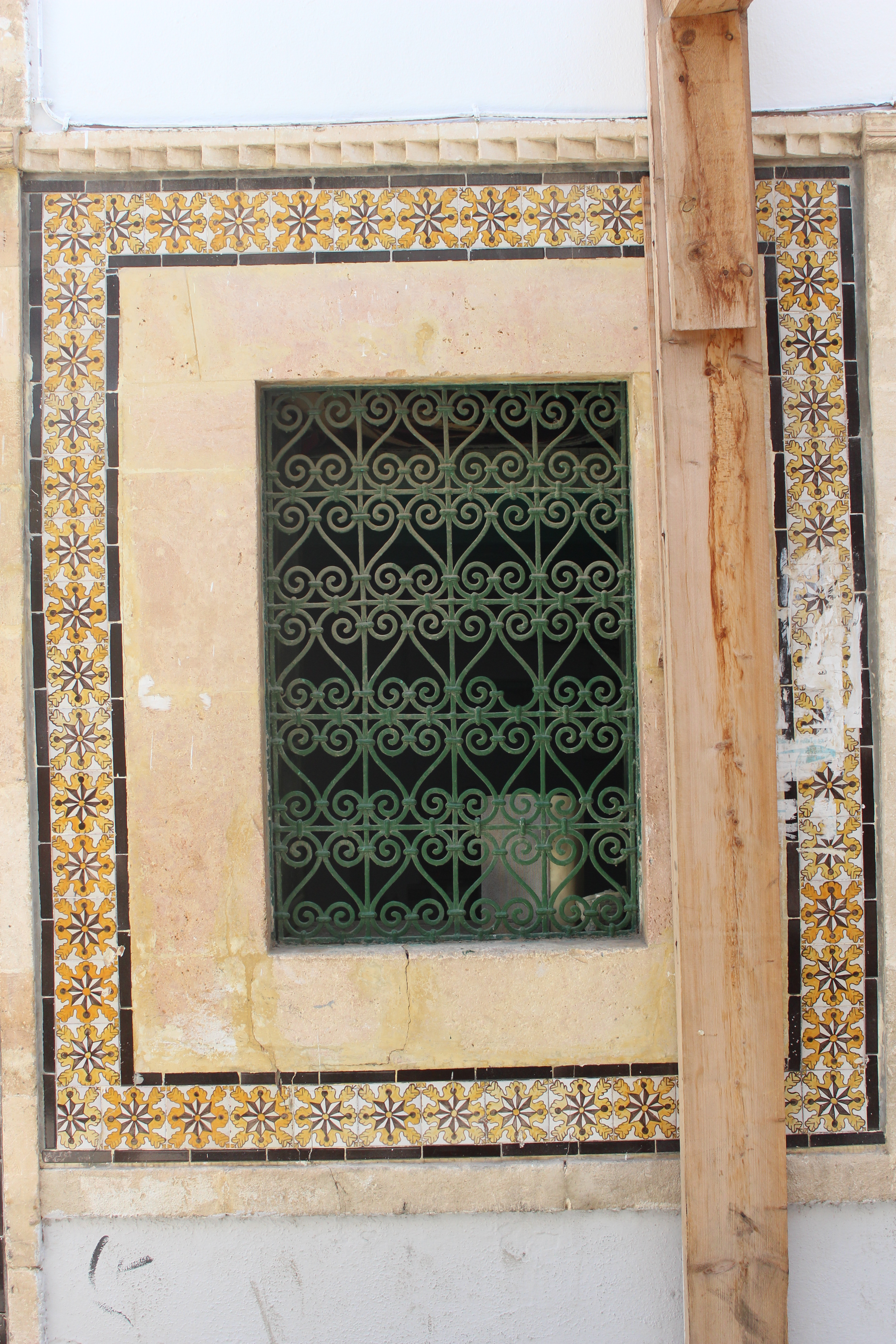
شباك الزاوية